# Charles Picot-Desormeaux
Charles Picot-Desormeaux est un homme politique français né le 11 juillet 1765 à Parigné-l'Évêque et mort le 27 août 1846 à Cherré.
Propriétaire, maire de Parigné, conseiller général, il est député de la Sarthe de 1819 à 1822 et de 1831 à 1834, siégeant chez les conservateurs.

## Sources
- « Charles Picot-Desormeaux », dans Adolphe Robert et Gaston Cougny, Dictionnaire des parlementaires français, Edgar Bourloton, 1889-1891 [détail de l’édition]